# Rich Kids (groupe)
Pour le film, voir Rich Kids (film).
Rick Kids est un groupe de new wave/punk rock britannique formé en 1977 par Glen Matlock, ancien bassiste des Sex Pistols. Après trois singles et un album, le groupe se sépare en 1979.

## Histoire du groupe
Après son départ des Sex Pistols en 1977, Glen Matlock décide de former immédiatement un nouveau groupe. Il recrute le guitariste Steve New, le batteur Rusty Egan et Midge Ure ex-chanteur de Slik. Mick Jones, guitariste de The Clash, se joint au groupe lors de quelques concerts en 1977,.
Les Rich Kids enregistrent un premier single homonyme qui se classe à la 24e place des charts britanniques en janvier 1978. Un second single, Marching Men sort en mars, puis l'album Ghosts of Princes in Towers et le single du même titre en août. L'album est produit par Mick Ronson et se classe 51e au Royaume-Uni.
Mais des divergences musicales ont vite fait d'avoir raison du groupe qui se sépare en 1979. Midge Ure et Rusty Egan voulant s'orienter vers des sons plus synthétiques, se joignent à Steve Strange pour former le groupe Visage. De leur côté, Glen Matlock et Steve New s'en vont accompagner Iggy Pop sur son album Soldier.
Le groupe apparaît dans le documentaire D.O.A. réalisé par Lech Kowalski en 1980.
Les Rich Kids se reforment en janvier 2010 pour un concert de soutien à Steve New qui est malade. De nombreux invités rejoignent sur scène Glen Matlock, Midge Ure, Rusty Egan et Steve New, comme Mick Jones, Tony James, Gary Kemp, Viv Albertine,.
Steve New meurt d'un cancer le 24 mai 2010 à Londres à l'âge de 50 ans.
Glen Matlock, Midge Ure et Rusty Egan reforment à nouveau les Rich Kids en 2016 le temps d'un concert au Shepherd's Bush Empire à Londres, partageant l'affiche avec un autre groupe récemment reformé, The Professionals. Tout d'abord annoncé pour le 16 mai 2016, le concert a lieu le 23 juin 2016.
Le groupe se réunit une troisième fois en avril 2019 lors des Vive Le Rock Awards, cérémonie organisé par le magazine musical britannique Vive Le Rock au Shepherd's Bush Empire,.

## Discographie

### Album
- 1978 – Ghosts of Princes in Towers

### Singles
- 1978 – Rich Kids / Empty Words
- 1978 – Marching Men / Here Comes the Nice (live)
- 1978 – Ghosts of Princes in Towers / Only Arsenic

### Compilations
- 1998 – Burning Sounds
- 2003 – Best of The Rich Kids